# تشولونيس
تشولونيس هي قبيلة هندية في أمريكا الجنوبية تعيش على ضفاف نهر واياغا في وادي الأمازون، وهذا الاسم سماهم به الإسبان، وكان قد التقى بهم الرهبان الفرانسيسكان لأول مرة الذين أسسوا إرسالية هناك عام 1676، وكان أهم أسلحتهم الأنبوب المزود بأسهم سامة والذي برعوا في استخدامه، وهم ناس يعيشون في البرية وأنهم لينو العريكة وهم مؤمنون بشدة بالخرافات، وهم فخورون بمهاراتهم الطبية.
تحوي هذه المقالة معلومات مترجمة من الطبعة الحادية عشرة لدائرة المعارف البريطانية لسنة 1911 وهي الآن ضمن الملكية العامة.